# Moulin du Cosquer
Le moulin du Cosquer dit de Bili-Gwenn est situé à Troguéry, en France.

## Localisation
Le moulin est situé sur le territoire de la  commune de Troguéry, dans le département des Côtes-d'Armor, en région Bretagne.

## Description
L'existence d'un moulin à eau sur la rive droite du Jaudy relevant de la seigneurie de Troguéry est attestée dans un aveu de 1601. Déjà en ruine à cette époque, le moulin à mer dit de Biliguen est entièrement reconstruit en 1840. En 1841, un magasin à grains et à farines lui est adjoint. Son architecture est représentative et sa hauteur adaptée à un nouveau procès de fabrication utilisant la gravité des grains et farines. Devenu Minoterie Thomas, il reste actif jusqu'en 1991. Premier moulin de ce type à s'être équipé d'une turbine hydraulique en remplacement de la roue à aubes (1903) , il est équipé d'un moteur diesel en 1932 et électrifié en 1938, mais il a toujours conservé l'énergie du reflux marin comme énergie auxiliaire. C'est un musée des techniques de meunerie depuis le XIXe siècle .

## Historique
Le moulin est classé au titre des monuments historiques par arrêté du 20 décembre 1999. Éléments protégés : le moulin, à l'exclusion de l'aile en retour sud-est, y compris l'ensemble des machines, le magasin à grains en totalité, la digue avec son quai d'embarquement, le mur de soutènement de la rive est de l'étang.